# Magnolia borneensis
Magnolia borneensis är en magnoliaväxtart som beskrevs av Hans Peter Nooteboom. Magnolia borneensis ingår i släktet Magnolia och familjen magnoliaväxter. Inga underarter finns listade i Catalogue of Life.